# Тесано (Козенца)
Тесано је насеље у Италији у округу Козенца, региону Калабрија.
Према процени из 2011. у насељу је живело 446 становника. Насеље се налази на надморској висини од 634 м.